# Musée de l'Imprimerie (Tokyo)
Pour les articles homonymes, voir Liste des musées de l'imprimerie.

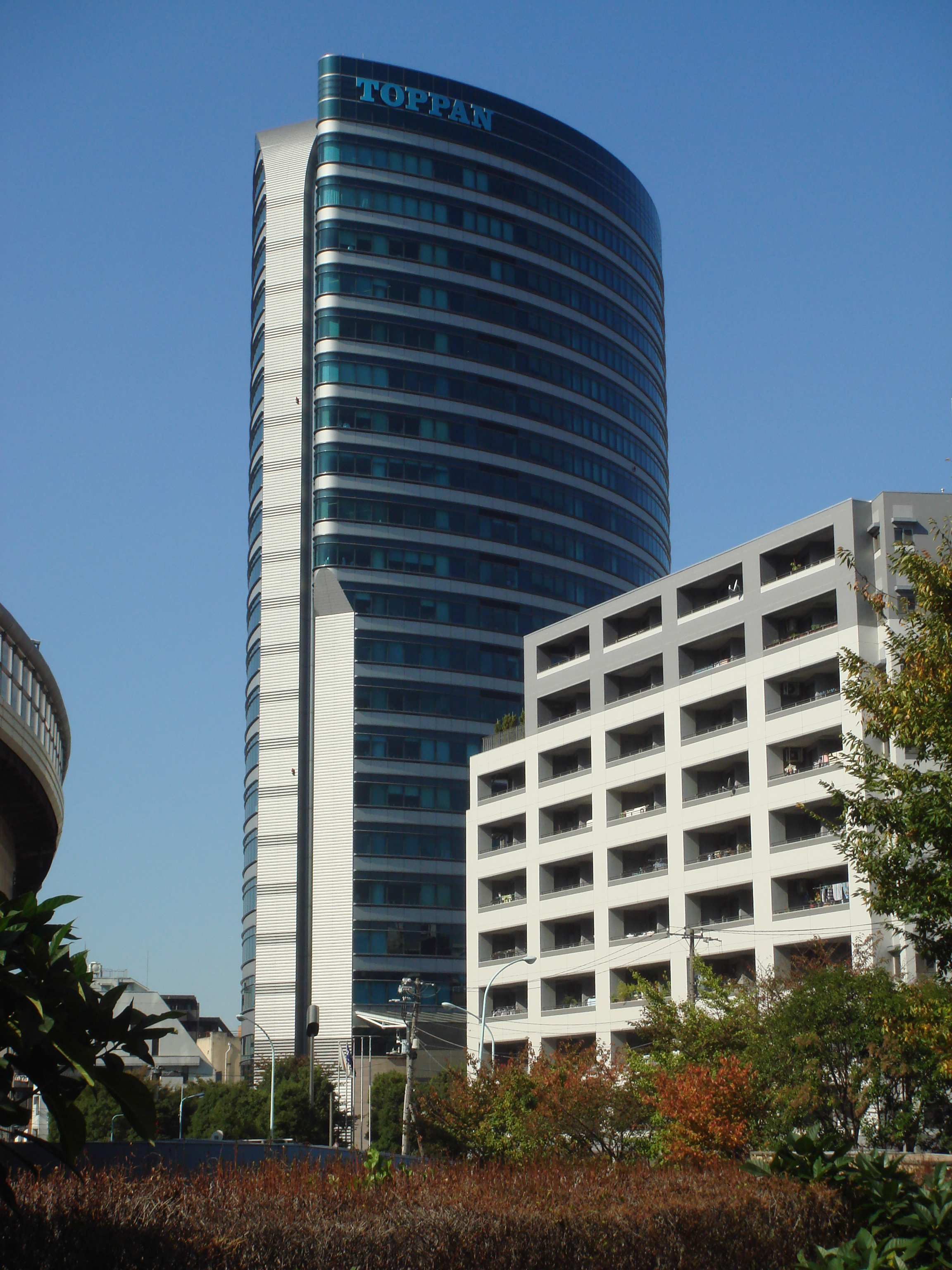
Le musée de l'Imprimerie est situé au rez-de-chaussée de l'immeuble Toppan.

Le musée de l'Imprimerie (印刷博物館) de Tokyo se trouve dans l'arrondissement de Bunkyō. Consacré à l'histoire et aux techniques de l'imprimerie, le musée est situé dans le bâtiment du siège social de la société Toppan Printing.